# Hajdar Čekro
Hajdar Čekro (1885 Stolac, Bosna a Hercegovina – 23. prosince 1940, Království Jugoslávie) byl bosenskohercegovský politik a úředník bosňáckého původu.

## Životopis
V rodném Stolci navštěvoval obecnou základní školu. Ruždii, islámskou měšťanku, a obchodní školu dokončil v Mostaru, nato pokračoval ve vzdělávání na reálce ve Splitu. Ve Vídni studoval na technické fakultě (absolvoval 1912). Za pobytu v rakouské metropoli přilnul k srbské nacionální myšlence a vystupoval jako horlivý propagátor sblížení bosenských muslimů se Srby. Aktivní byl v srbském studentském spolku Hvězda (Zvijezda), které ho roku 1908 společně s dalším muslimem Avdou Sumbulem vyslala do Istanbulu vznést protest proti anexi Bosny a Hercegoviny habsburskou monarchií.
Po návratu do vlasti se zaměstnal jako inženýr ve výboru Vakufsko-meárifského sněmu, který spravoval rozsáhlý majetek islámských nadací v Bosně a Hercegovině. Po skončení první světové války a vzniku Království Srbů, Chorvatů a Slovinců se krátce zapojil do politiky. Společně s Šukrijou Kurtovićem byl hlavním představitelem Muslimské malorolnické strany (Muslimanska težačka stranka) a krátce působil v jejím tiskovém orgánu nazvaném Hlas rolníka (Glas težaka). Strana nicméně roku 1920 v parlamentních volbách propadla a nedlouho poté zanikla.
Roku 1921 se podílel na vzniku Banky Gajret, který byla navázána na muslimský podpůrný spolek Gajret. V tomto sdružení patřil mezi velké mecenáše a na přelomu let 1927 a 1928 usedl v čele Gajretu. Později působil ve dřevařských závodech Varda.